# Ацетилендинитрил
Ацетилендинитрил — иначе субнитрид углерода, дицианоацетилен C4N2, представляет собой бесцветное вещество способное легко растворяться в углеводородах.

## Получение
1. Дегидратация диамида ацетилендикарбоновой кислоты фосфорным ангидридом (Р2О5).
2. Из цианида натрия, сероуглерода и фосгена.
3. При пиролизе дициандиазометана при 220 градусах Цельсия образуется некоторое количество дицианацетилена.

## Физические свойства
Ацетилендинитрил, являясь эндотермичным химическим соединением, способен к разложению со взрывом при нагревании.
Плотность 0,907 г/см3.

## Химические свойства
Важнейшим химическим свойством ацетилендинитрила, используемое на практике, является способность последнего очень легко вступать в реакции циклоприсоединения. Это вещество является одним из самых реакционноспособных диенофилов в реакции Дильса-Альдера, наряду с тетрацианэтиленом и др.
При сгорании в смеси с кислородом способен развивать очень большую температуру. Будучи подожжен на воздухе, горит красным коптящим пламенем с зелено-фиолетовой каймой. Температура сгорания ацетилендинитрила в кислороде по разным оценкам от 4988 °C до 5013 °C. Температура сгорания ацетилендинитрила зафиксирована в книге рекордов Гиннеса как одна из наиболее высоких достижимых при сгорании топлива температур. В то же время имелись неоднократные указания на то, что при сгорании ацетилендинитрила в атмосфере озона температура может доходить до 5700 °C.

## Применение
Ограниченно применяется для получения сверхвысоких температур в качестве горючего.
| Окислитель         | Удельный импульс | Температура сгорания °С | Плотность топлива г/см3 |
| ------------------ | ---------------- | ----------------------- | ----------------------- |
| Пероксид водорода  | 350 сек          | 3257 °C                 | 1,3                     |
| Четырехокись азота | 261 сек          | 4034 °C                 | 1,24                    |
| Трехфтористый хлор | 325 сек          | 3404 °C                 | 1,62                    |
| Кислород           | 310 сек          | 5013 °C                 |                         |